# Hexencredo
Das Hexencredo (auch Wicca-Rede oder Wiccan-Rede) ist ein Text, der das zentrale Moral- und Ethikbild des neopaganen Wiccaglaubens festlegt. Die bekannteste Form des Hexencredos („Die acht Worte“) lautet „Und schadet es keinem, so tu was du willst!“, was aus einem längeren Gedicht übernommen wurde.

## Ursprung

### Entstehung des heute bekannten Textes
In seiner bekanntesten Form, der der acht Worte, wurde das Hexencredo erstmals von Doreen Valiente herausgebracht.
1974 erschien das komplette Gedicht mit 26 Strophen unter dem Titel The Wiccan Rede im Magazin Earth Religion News. Die letzte Zeile war dabei identisch mit dem ursprünglichen Gedicht aus acht Worten. Kurz darauf erschien es in einer leicht abgewandelten Version im Magazin Green Egg unter dem Titel Rede of the Wiccae. Diese Version wurde von Lady Gwen Thompson verfasst, die die Autorschaft ihrer Großmutter Adriana Porter zuschrieb.
Anschließend wurde das Gedicht weit verbreitet, wobei sich der Inhalt teilweise leicht veränderte. Es existiert in vielen Sprachen, allerdings sind die entsprechenden Autoren oft unbekannt.

### Zweifel an Autorschaft
Obwohl Lady Gwen Thompson die Autorschaft des Gedichts ihrer Großmutter zuschrieb, gibt es an dieser Behauptung berechtigte Zweifel. In ihrer Version des Gedichts sind Konzepte des Wicca enthalten, die zu Lebzeiten ihrer Großmutter noch nicht existierten. Eine Theorie besagt, dass Thompson das Gedicht selbst verfasste. Eine weitere Theorie besagt auch, dass das Gedicht nur eine Abwandlung einer Rede von Doreen Valiente ist, die sie 1964 bei einem Bankett der Witchcraft Research Association hielt, die später vom Magazin Pentagram veröffentlicht wurde. Auch veröffentlichte sie das Gedicht The Witches Creed, das ebenfalls viele Parallelen zum Hexencredo aufweist.

## Inhalt

### Deutsche Version
Das „lange Credo“ wurde von einem unbekannten Autoren ins Deutsche übersetzt und die Wortwahl unterscheidet sich je nach Quelle leicht; dies ist die Übersetzung des Coven Hamburg.
Auf das Hexenrecht wirst du bauen,
in wahrhafter Liebe und rechtem Vertrauen,
lebe und lass alle anderen leben,
sei mäßig beim Nehmen und mäßig beim Geben.
Zieh den Kreis auf dreimal aus,
und halte alles Böse draus.
Deine Sprüche werden wirksam sein,
wenn sie geschmiedet sind im Reim.
Die Augen sanft, Berührung zart,
Zuhören vor Reden sei deine Art.
Wächst der Mond, geh sonnenwendig,
tanz und sing das Pentakel lebendig.
Doch heult ein Wolf beim blauen Eisenkraut,
geh der Sonne entgegen, denn der Mond wird abgebaut.
Wenn der Göttin Mond im neuen Stand,
küsse dann zweimal Ihre Hand.
Achte den Vollmond, sei bereit,
für Sehnsucht im Herzen ist die richtige Zeit
Lässt der mächtige Nordwind sich spüren,
streiche die Segel und schließe die Türen.
Der Wind aus dem Süden bringt Herzen zum Blühen,
auch du kannst mit ihm in Liebe erglühen.
Neuigkeiten wird der Ostwind entschleiern,
erwarte und bereite dich vor auf das Feiern.
Hat der Wind aus dem Westen zu befehlen,
unruhig sind dann die wandernden Seelen.
Neun Hölzer sind für den Kessel gut,
brenn sie schnell mit sanfter Glut.
Der Baum der Göttin ist weise und alt,
schade ihm und ihr Fluch ist dein Gehalt.
Erreicht das Jahresrad Walpurgisnacht,
brenne ihr Feuer in voller Pracht.
Ist das Rad bei Yule arriviert,
dann zünde die Fackeln und Pan regiert.
Alle Pflanzen sollst du pflegen,
denn das trägt der Göttin Segen.
Die murmelnden Gewässer sind dein Gewissen,
wirf einen Stein und du wirst es wissen.
In deiner Not wirst du dich bewähren,
und nicht den Besitz deiner Nächsten begehren.
Lass dich nicht mit Narren ein,
sie bringen dich in falschen Schein.
Begrüßung und Abschied mit Wärme gemacht,
dein Herz wird zum glücklichen Glühen gebracht.
Das Dreifach-Gesetz sei dein leitender Faden,
dreimal bringts dir Glück und dreimal den Schaden.
Wenn Missgeschick regiert dunkle Tage,
auf deiner Stirn einen Stern dann trage.
Die, die dich lieben, wirst nie du betrügen,
sonst werden auch sie dich ins Antlitz belügen.
Zum Schluss noch acht Worte und ab da gilts:
Schadet es keinem, so tu was du willst!

### Hexencredo nach Thompson
Being known as the counsel of the Wise Ones:
Bide the Wiccan laws ye must,
in perfect love and perfect trust.
Live and let live, fairly take and fairly give.
Cast the Circle thrice about
to keep the evil spirits out.
To bind the spell every time,
let the spell be spake in rhyme.
Soft of eye and light of touch,
speak little, listen much.
Deosil go by the waxing Moon,
sing and dance the Wiccan rune.
Widdershins go when the moon doth wane,
and the Werewolf howls by the dread Wolfsbane.
When the Lady's Moon is new,
kiss thy hand to Her times two.
When the Moon rides at Her peak
then your heart's desire seek.
Heed the Northwind's mighty gale;
lock the door and drop the sail.
When the wind comes from the South,
love will kiss thee on the mouth.
When the wind blows from the East,
expect the new and set the feast.
When the West wind blows o'er thee,
departed spirits restless be.
Nine woods in the Cauldron go,
burn them quick a' burn them slow.
Elder be ye Lady's tree;
burn it not or cursed ye'll be.
When the Wheel begins to turn,
let the Beltane fires burn.
When the Wheel has turned at Yule,
light the log and let Pan rule.
Heed ye flower bush and tree,
by the Lady Bless'd Be.
Where the rippling waters go
cast a stone and truth ye'll know.
When find that ye have need,
hearken not to others' greed.
With the fool no season spend
or be counted as his friend.
Merry meet and merry part,
bright the cheeks and warm the heart.
Mind the Threefold Law ye should,
three times bad and three times good.
When misfortune is enow,
wear the Blue Star on thy brow.
True in love ever be
unless thy lover's false to thee.
Eight words ye Wiccan Rede fulfill:
An' it harm none, do what ye will.